# Rudolf Maison

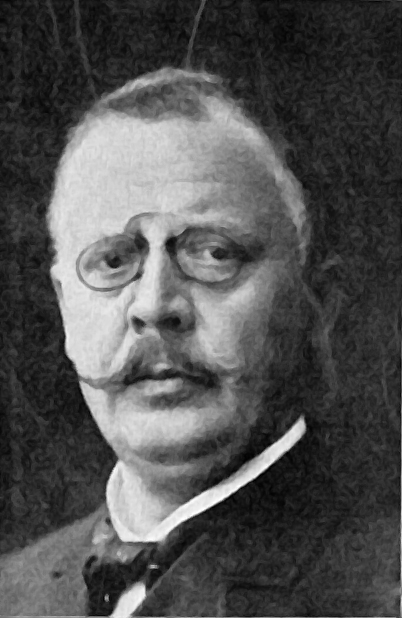
Rudolf Maison

Rudolf Friedrich Maison (auch Rudolph Maison, * 29. Juli 1854 in Steinweg; † 12. Februar 1904 in München) war ein deutscher Bildhauer des Naturalismus. Zu seinen Hauptwerken gehören der Famabrunnen im Schlosspark Herrenchiemsee, der Centaurenbrunnen in Fürth, der Teichmannbrunnen in Bremen und das Kaiser-Friedrich-Denkmal in Berlin.

## Leben und Wirken

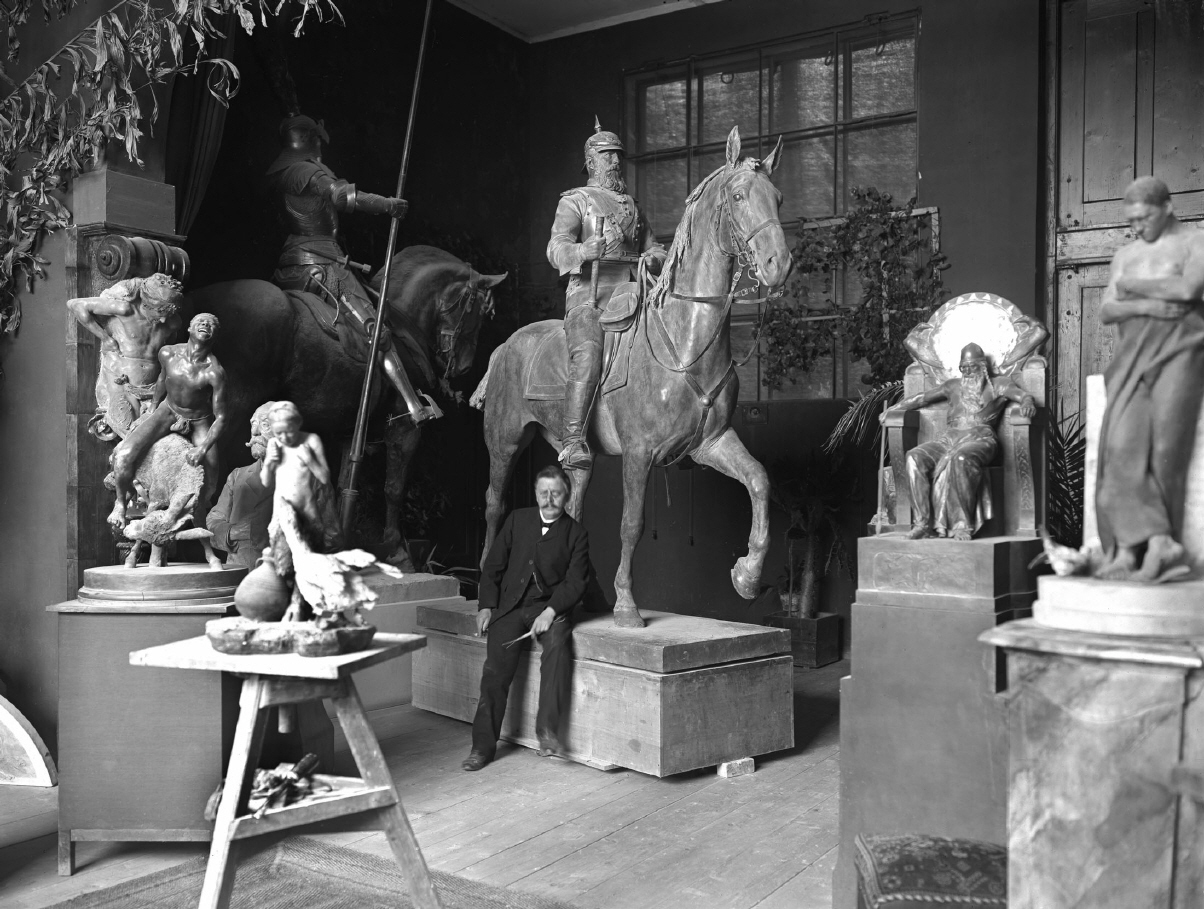
Rudolf Maison in seinem Münchner Atelier an der Tizianstraße mit ausgewählten Werken, Foto von Carl Teufel

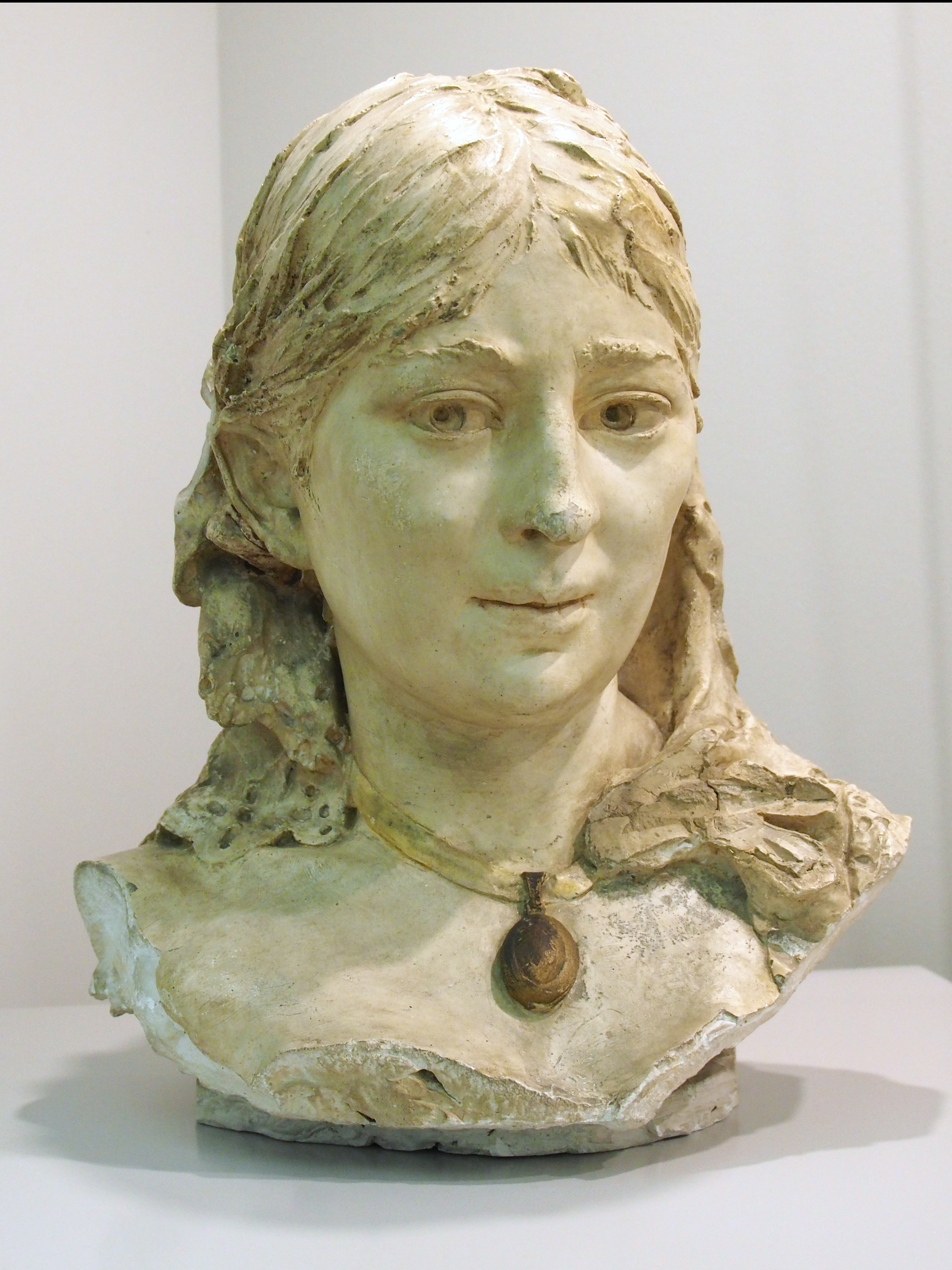
Büste von Emma Maison, der Ehefrau des Bildhauers

Rudolf Maison, Sohn des Schreinermeisters Karl Friedrich (1826–1904) und der Braumeisterstochter Anna Ursula Reisinger (* 1815), besuchte zunächst die Volksschule und ab 1866/1867 die Kreisgewerbeschule in Regensburg. Er verließ diese ohne Abschluss. Daneben begann er, vermutlich bei seinem Vater, die Schreinerlehre. 1868 zog die Familie nach München-Neuhausen um, dem Wohnort seines Großvaters Friedrich, einem gebürtigen Franzosen, der hier als Schreiner und Bildschnitzer tätig war. 1869/1870 nahm Maison an Modellierkursen bei Johann von Halbig teil. Ab 1877 studierte er am Polytechnikum München Architektur, musste das Studium aber aus finanziellen Gründen abbrechen. In der Folgezeit leistete er seinen Militärdienst ab und bestritt dann seinen Lebensunterhalt als Privatlehrer, Zeichner und Modelleur für die Industrie. Er eignete sich selbstständig die Kenntnisse der Bildhauerei an. 1879 eröffnete er in München ein Atelier für dekorative Arbeiten, architektonische Entwürfe, Modellierungen und Porträts.
Am 29. August 1881 ging er mit der Privatierstochter Emma Teichtler (1856–1944) aus Weißenburg die Ehe ein. 1882 bekam die Ökonomstochter und Kleidermacherin Magdalena Mayr von ihm einen unehelichen Sohn, Rudolf Karl. Am 23. April 1883 wurde ein ehelicher Sohn geboren, der aber am gleichen Tag noch starb. 1887 wurde er zum Ehrenphilister des   Corps Transrhenania ernannt.
Rudolf Maison versuchte sich zunächst als Architekt. Über das Erstellen von Architektur-Modellen fand er schließlich seine Berufung zum Bildhauer. 1890 mietete er im Haus Theresienstraße 148 in München ein Atelier an. Er freundet sich mit dem Zeichner, Maler und Bildhauer Franz von Stuck, den Malern Julius Adam und Karl Raupp und dem Schriftsteller Eugen Croissant an.
Nachdem Maison dem kunstsinnigen König Ludwig II. von Bayern auf einer Ausstellung aufgefallen, und von ihm mit einem voluminösen Pegasus-Brunnen für dessen Neues Schloss Herrenchiemsee beauftragt worden war, konnte sich Maison seine Aufträge aussuchen. Unter anderem schmückt seine 1891 geschaffene Figurengruppe Wehrkraft zu Lande und zu Wasser, die zwei mit Schwert und Harpune bewaffnete Kämpfer mit nackten Oberkörpern zeigt, bis heute den Südostturm des Berliner Reichstagsgebäudes. Im selben Jahr wurde ihm von Prinzregent Luitpold von Bayern der Titel „Königlich Bayerischer Professor“ verliehen. 1892 war Maison eines der 96 Gründungsmitglieder der Münchener Secession, einer Vereinigung bildender Künstler, die sich von der Münchner Künstlergenossenschaft abspaltete.
Der Münchner Kunsthistoriker Alexander Heilmeyer nannte 1931 namentlich Maison einen Hauptverantwortlichen für den Niedergang des Naturalismus, denn: „… wenn Maison ein Pferd modellierte, konnte man glauben, ein lebendiges Pferd vor sich zu haben. Er bemühte sich bei der Ausführung seiner Figuren um jedes Detail, jede Runzel, jedes Fältchen der Haut, bei Stoffen um die genaue Struktur des Gewebes, alles stellte er so naturgetreu wie möglich dar …“ Dies war keineswegs als Lob gemeint. „Zusätzlich bemühte sich Maison, den lebensechten Eindruck auch noch mit Farbe zu verstärken“. Des Weiteren kritisierte Heilmeyer, dass Maison nicht zauderte, Probleme der Stabilität mit Hilfe von Spannen und Gerüsten auszugleichen. In einer Mischung aus Abscheu und Respekt streifte Heilmeyer auch den Teichmannbrunnen in Bremen, dessen bronzene Hauptfigur Merkur nur auf den Zehenspitzen des linken Fußes stand. Dieses Werk von 1899 überstand jedoch wider Erwarten den ersten Herbststurm. Erst im Zweiten Weltkrieg ging es verloren.
Rudolf Maison kümmerte sich wenig um die fehlende Anerkennung des Kunstbetriebs. Er hatte gut zu tun und überraschte eines Tages seine Kollegen auf einer Ausstellung mit der Skulptur Neger auf einem Esel reitend (1893), die er zwischen all die feierlichen Modelle von Königen und Militärs platzierte und sich damit die Aufmerksamkeit des Publikums sicherte. Im Jahr 1893 beteiligte er sich auf der Weltausstellung in Chicago und 1900 auf der Weltausstellung in Paris. 1894 erhielt er auf der Großen Berliner Kunstausstellung eine kleine Goldmedaille. Etliche seiner Entwürfe wurden bei der Wiener Manufaktur Friedrich Goldscheider ausgeführt.
Maison wurde 1895 Ehrenmitglied der Königlichen Akademie der Künste und später auch der Münchner Kunstakademie und der Wiener Künstlergenossenschaft. Er erhielt 1901 durch Prinzregent Luitpold den Verdienstorden vom Heiligen Michael 4. Klasse.
Am 12. Februar 1904 starb Rudolf Maison an den Folgen eines durchgebrochenen Magengeschwürs. Er wurde auf dem Münchner Westfriedhof beigesetzt. Sein Grab wurde vor einigen Jahren abgeräumt und neu belegt (Mauer links – Grabstelle 50). Maisons Witwe vermachte etwa 40 Modelle seiner Werke der Stadt Regensburg. Sie sind im Historischen Museum Regensburg zu sehen.

Auswahl von Bronzemodellen im Historischen Museum Regensburg
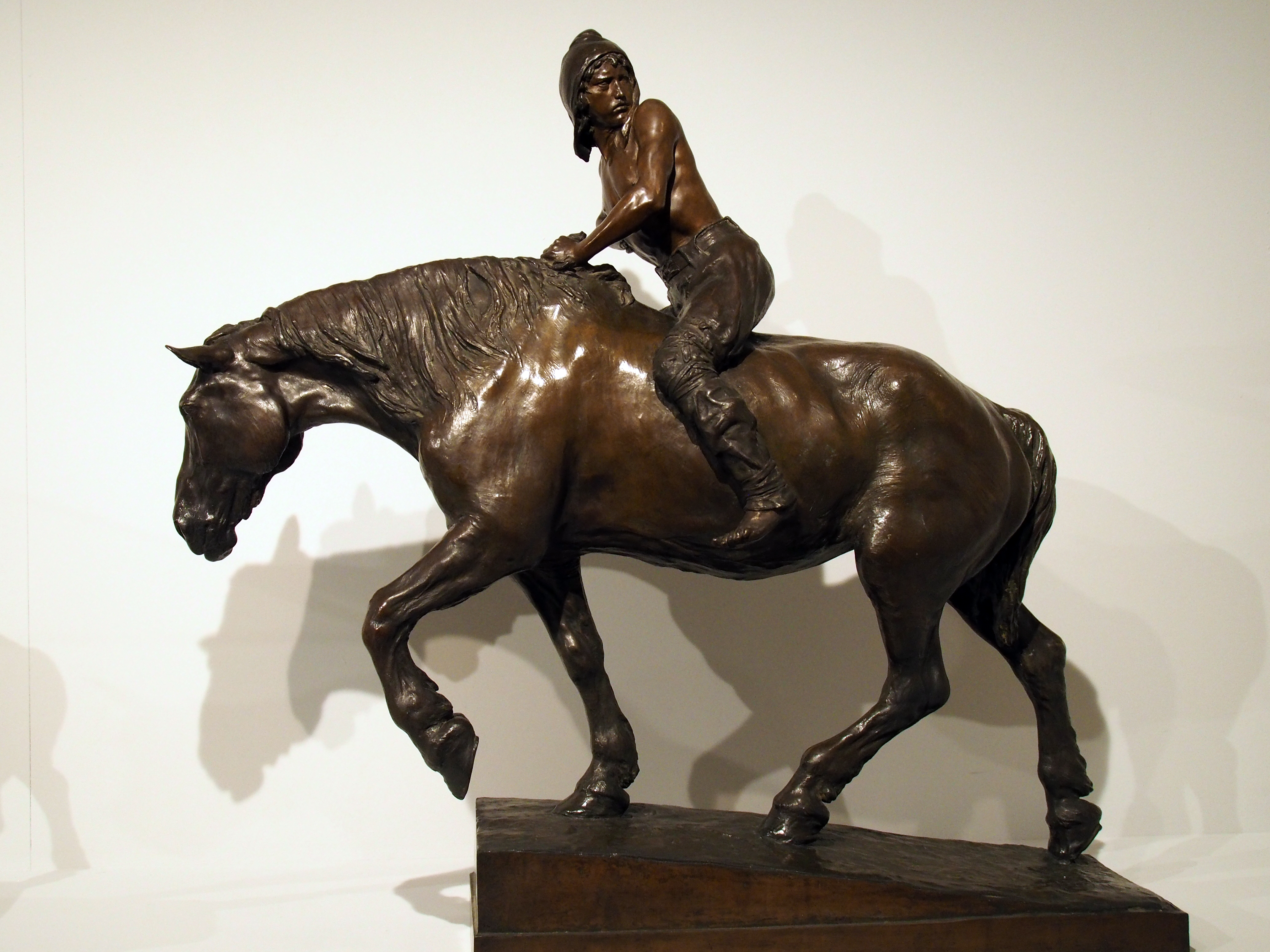
Fliehender Germane
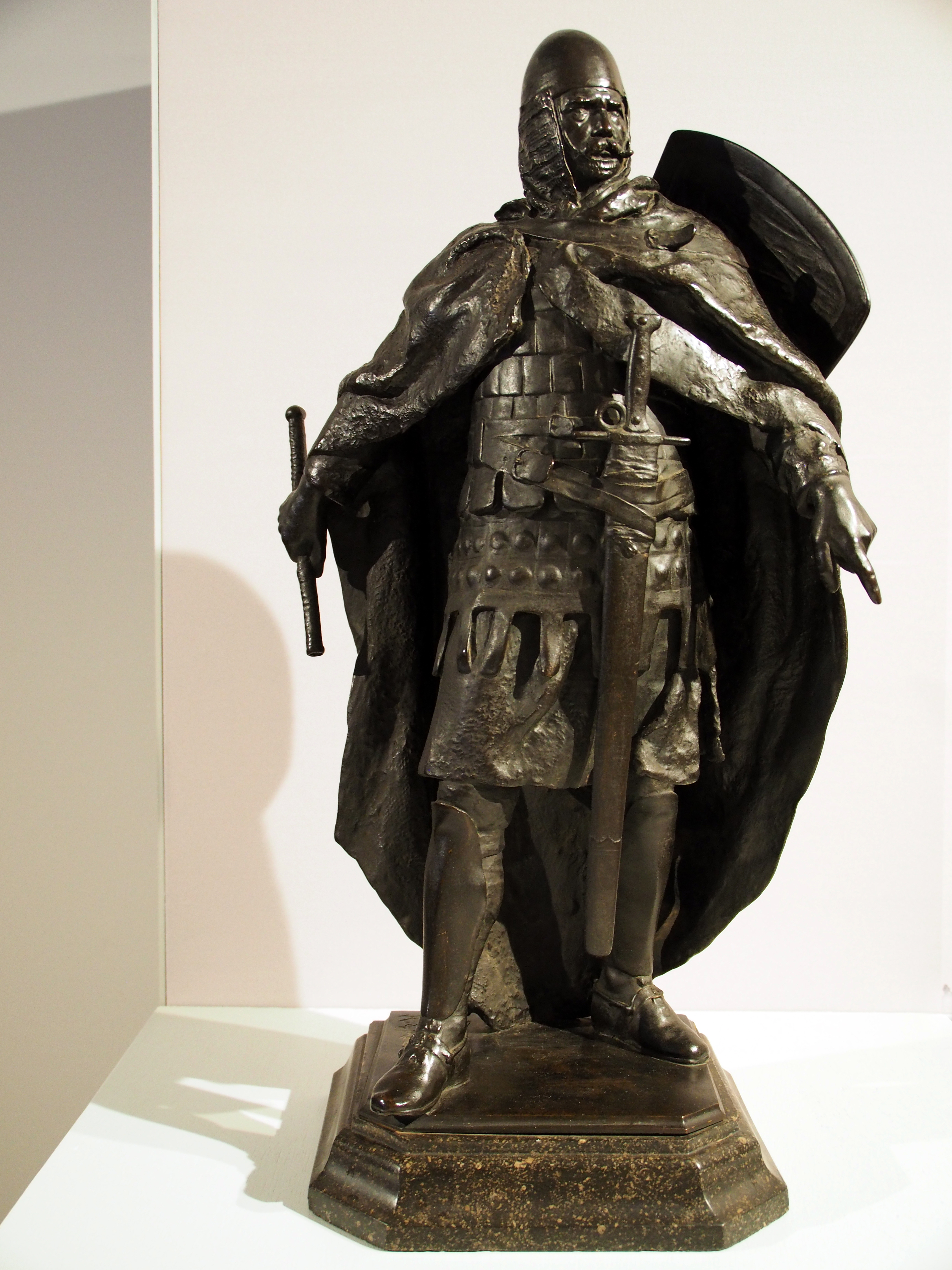
Kaiser Otto I.
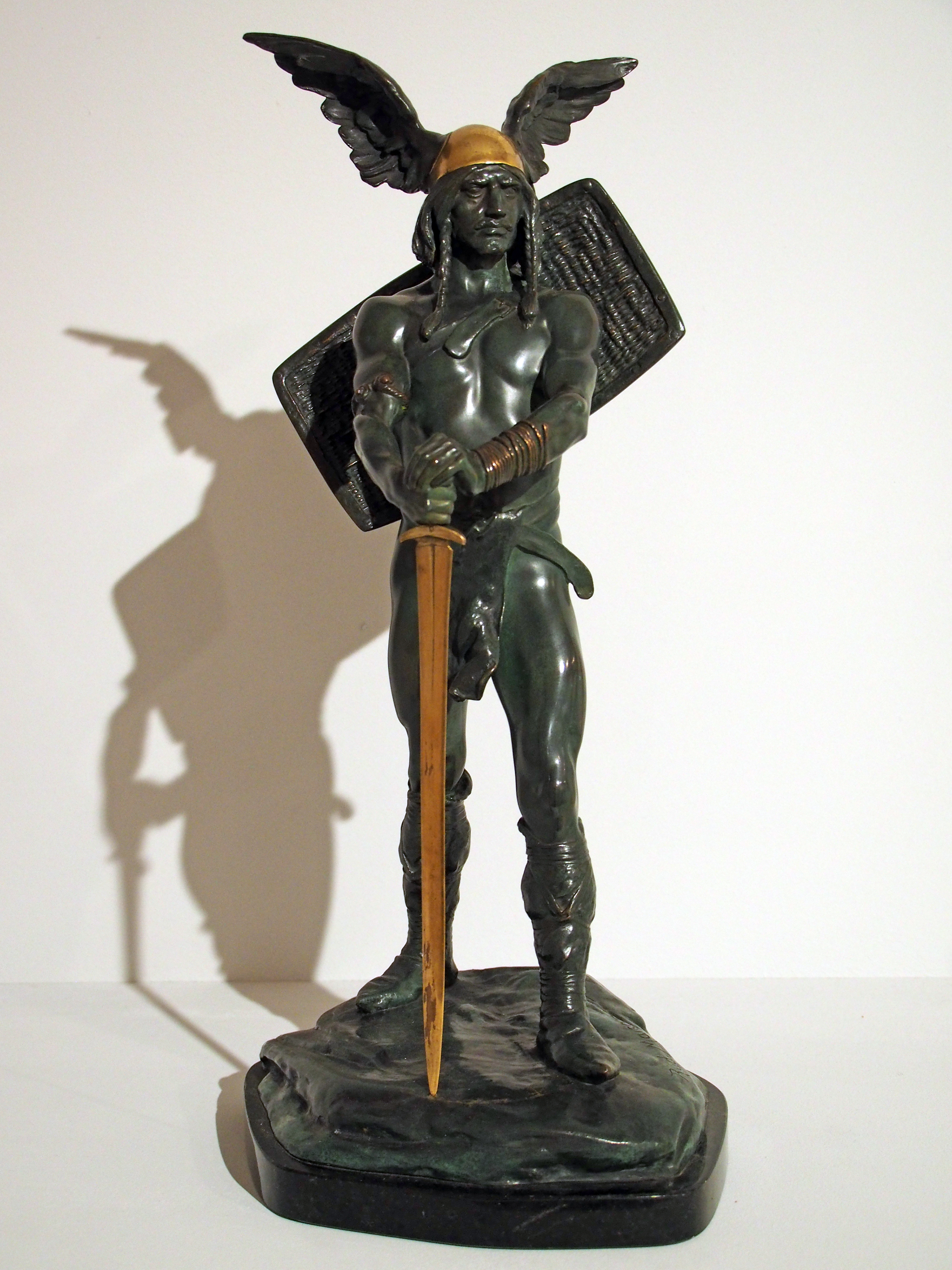
Siegfried der Drachentöter
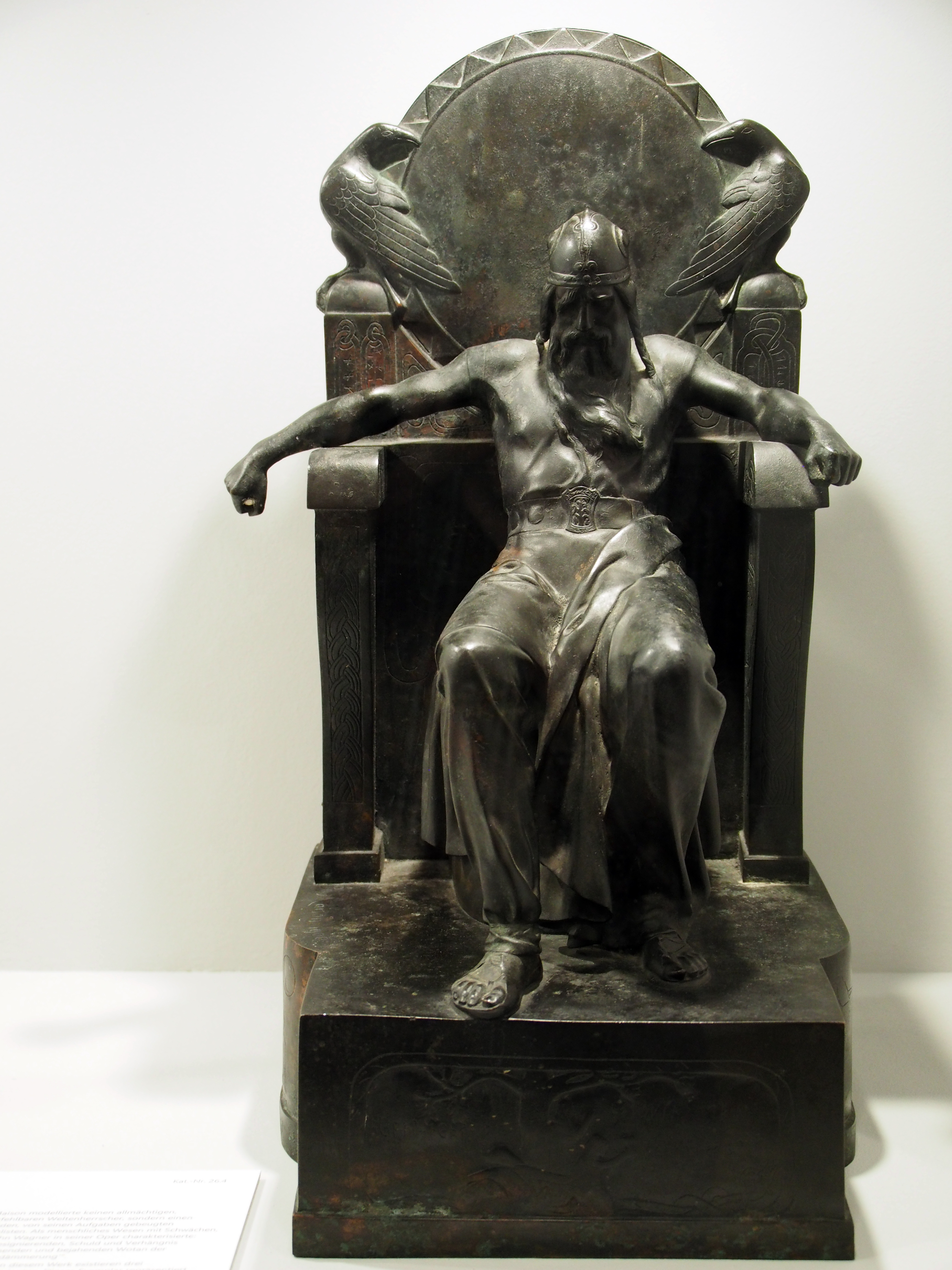
Wotan der Göttervater

## Weitere Werke
- Überfall eines Negers durch einen von oben herabspringenden Löwen
- 1890 Augur; ein Stuck-Exemplar in der Alten Nationalgalerie Berlin, zwei weitere in Marmor und Bronze in der Berlinischen Galerie
- 1890 Triton; farbig gefasste Bugfigur aus Holz des Salondampfers Luitpold auf dem Starnberger See; heute ausgestellt im Museum Starnberger See
- Wotan auf dem Rabenthron, Statuette, 1900, auch als Sitzbild für die  Sagenhalle zu Schreiberhau (verschollen)
- 1892 Stehender Mohr in Bronze, Nationalgalerie Berlin, wohl identisch mit Afrikanischer Athlet, 1902
- Figürlicher Schmuck für Paul Wallots Reichstagsgebäude
- Allegorische Figuren Laster/Verbrechen und Unschuld für den Justizpalast in München
- um 1900 Die Badende in Bronze, Nationalgalerie Berlin
- Zwei Herolde vor dem Ostportal des Bremer Rathauses, 1900 auf der Weltausstellung in Paris vorgestellt, von dem Bankier John Harjes gekauft und der Stadt Bremen geschenkt. Außerdem kaufte Harjes 1903 noch zwei Landsknechte von Maison, die er ebenfalls der Stadt schenkte. Letztere bestanden aus massiver Bronze und wurden zu Gunsten der Waffenproduktion im Zweiten Weltkrieg eingeschmolzen. Ebenfalls 1903 ließ Harjes bei Maison die Statuette John Harjes aus Carrara-Marmor anfertigen, die er noch im gleichen Jahr der Kunsthalle Bremen vermachte.
- Die Enthüllung seines Reiterstandbildes des 99-Tage-Kaisers Friedrich III. vor dem Kaiser Friedrich-Museum in Berlin am 18. Oktober 1904 erlebte Maison nicht mehr; er verstarb kurz zuvor in München nach einer Magenoperation.

## Galerie

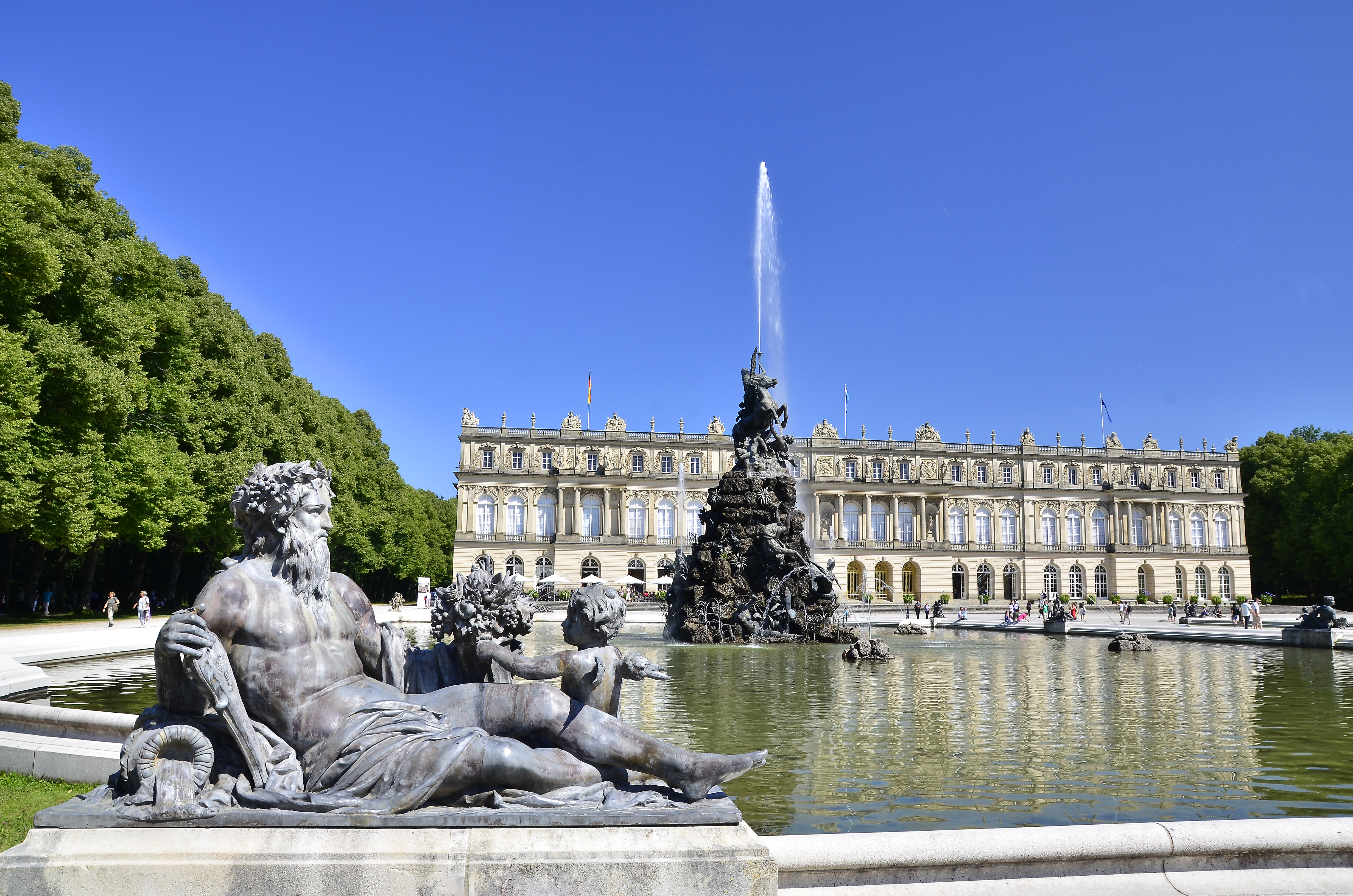
Der Fama-Brunnen im Schlosspark von Herrenchiemsee
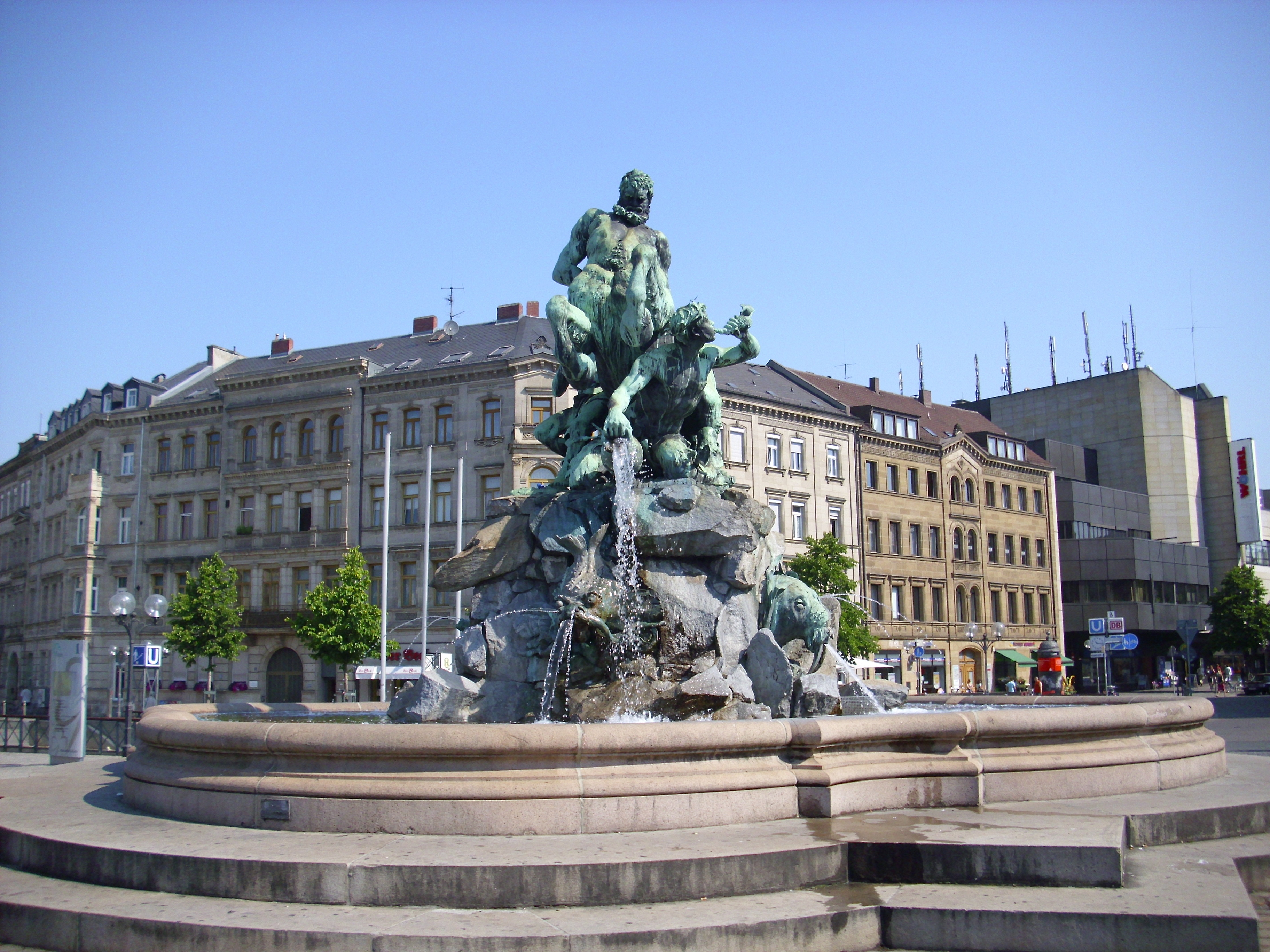
Centaurenbrunnen in Fürth, ein Denkmal für die erste deutsche Eisenbahn (1835) und die Errichtung der zentralen Wasserversorgung (1877)
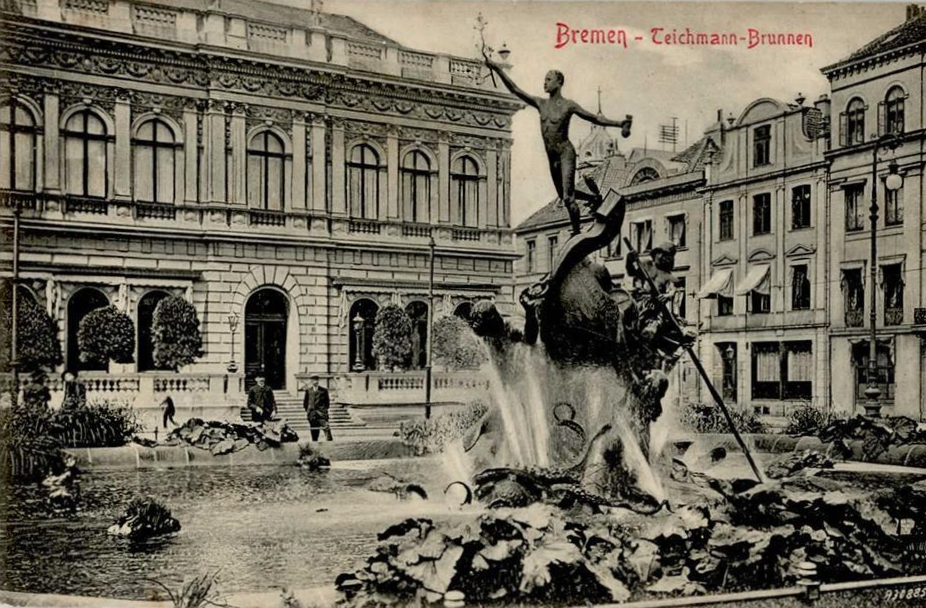
Teichmannbrunnen in Bremen (zerstört)
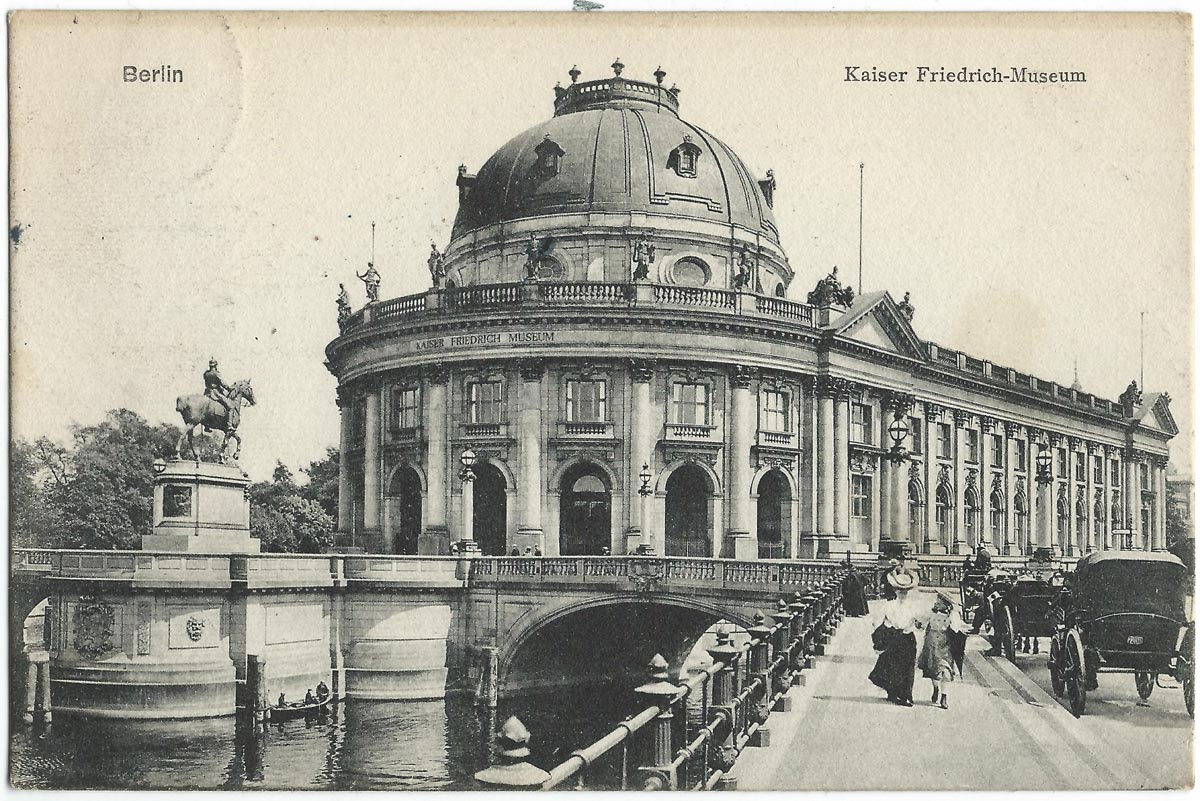
Kaiser-Friedrich-Denkmal vor dem heutigen Bode-Museum in Berlin (zerstört)
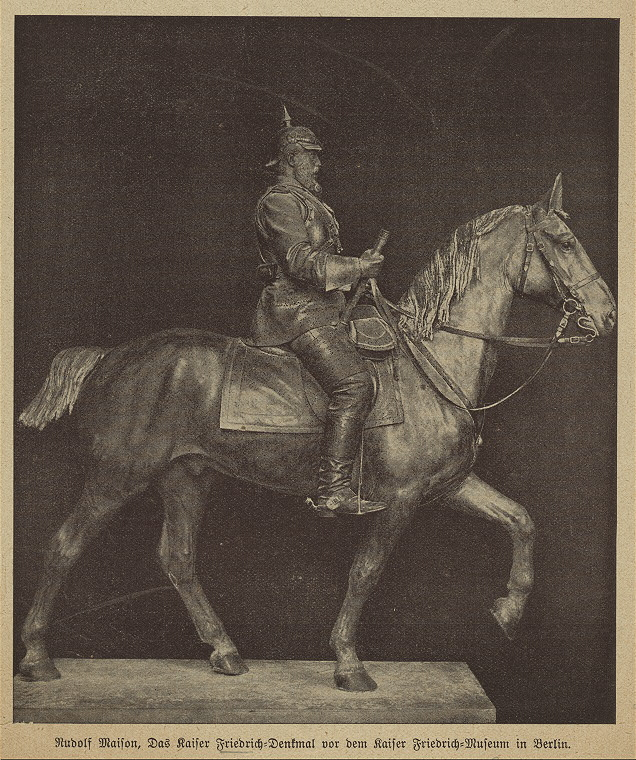
Modell des Kaiser-Friedrich-Denkmals
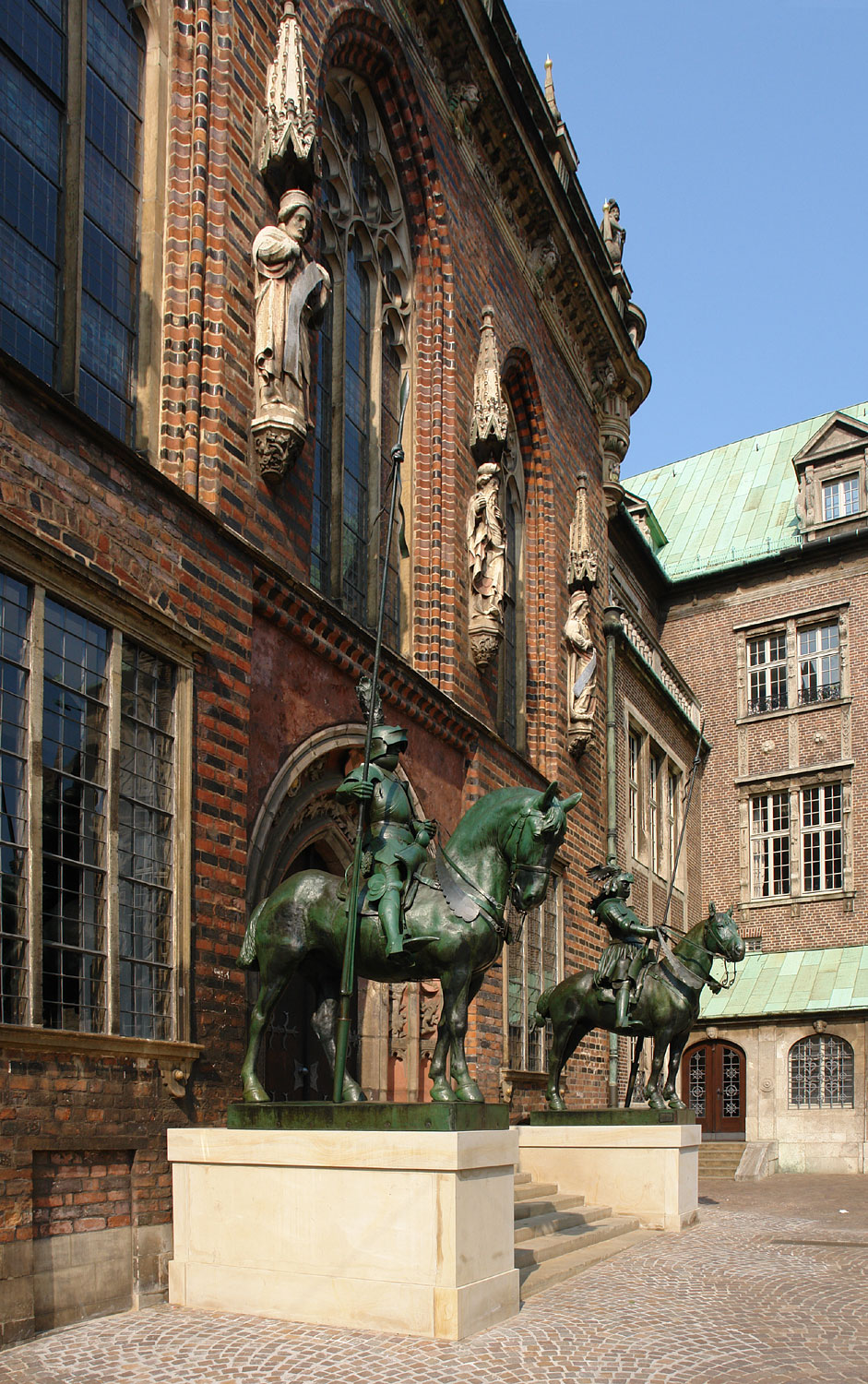
Die beiden Herolde vor dem Bremer Rathaus
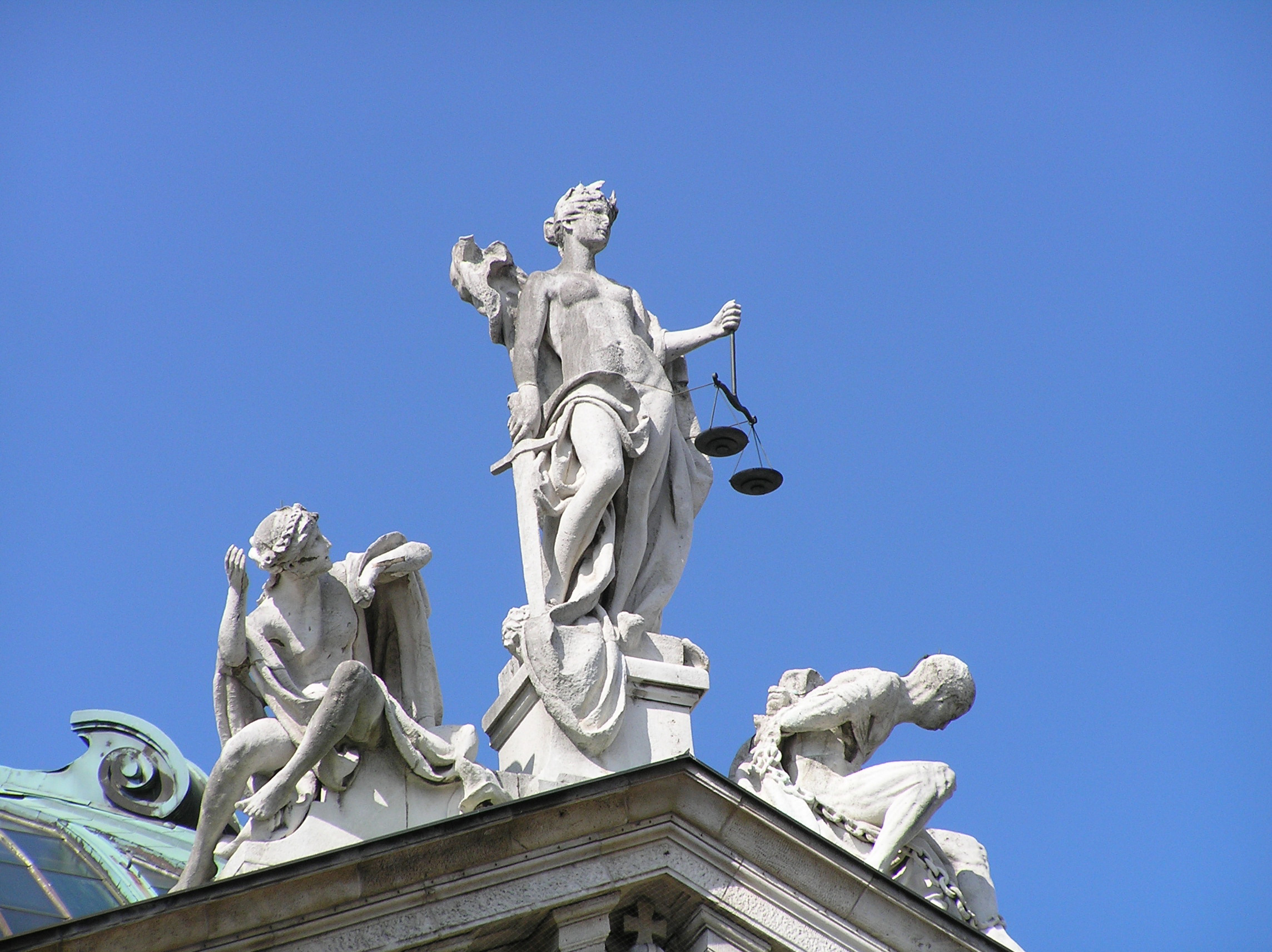
Justizpalast in München: Unschuld (links) und Laster (rechts)
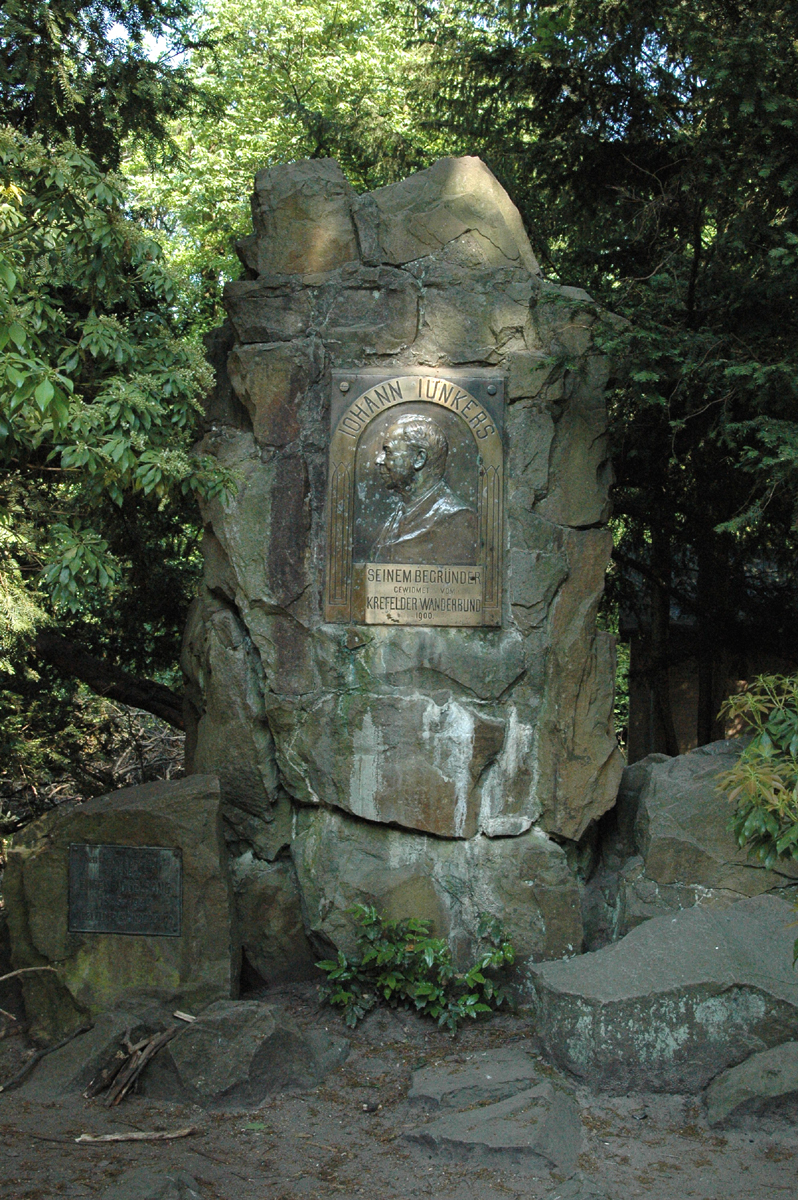
Johann-Junkers-Denkmal in Krefeld